# Pessoa monônima

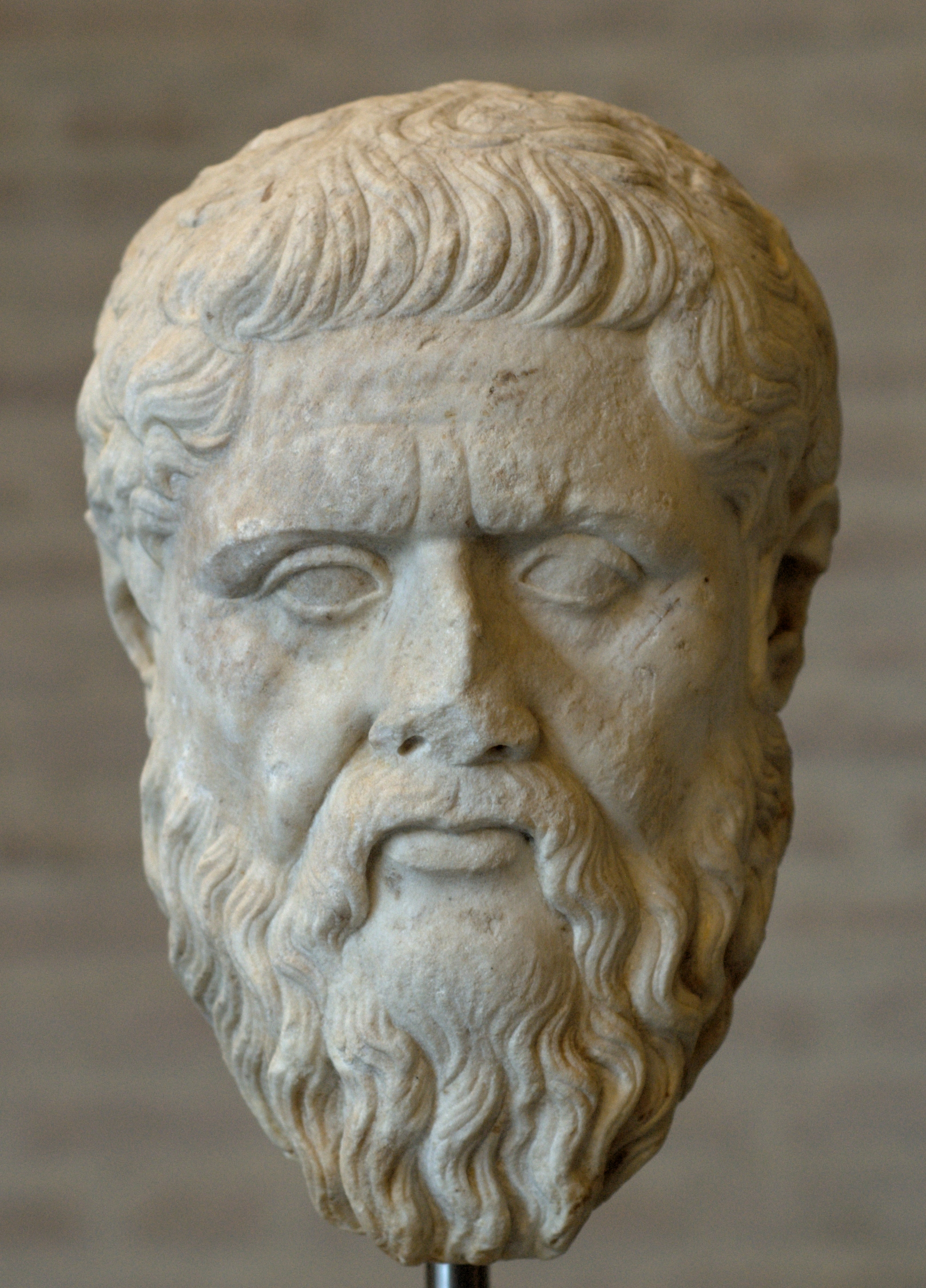
Platão

Uma pessoa monônima é um indivíduo conhecido e designado por um monônimo, ou seja, um "nome único". Em alguns casos, este nome foi escolhido pelo próprio indivíduo, que originalmente possuía um polínimo ("nome múltiplo"). Em outros casos, foi determinado pelos costumes dum país ou por alguma pessoa ou grupo.
Vários músicos e artistas  adaptaram seus nomes para monônimos, tais como Adele, Cher, Beyoncé, Zendaya, Madonna, Prince, Agoney e Rihanna. Há também os que o monônimo é o nome artístico, como Bono, Cantinflas, Eminem, Moby, Sting e Xzibit.
No Brasil, Portugal e Espanha é comum que jogadores de futebol sejam conhecidos por um nome único. É o que ocorre com Arteaga, Arzu, Nani, Ronaldo, Eusébio, Marta, Míchel, Raúl, Pelé e Xavi.

## Galeria

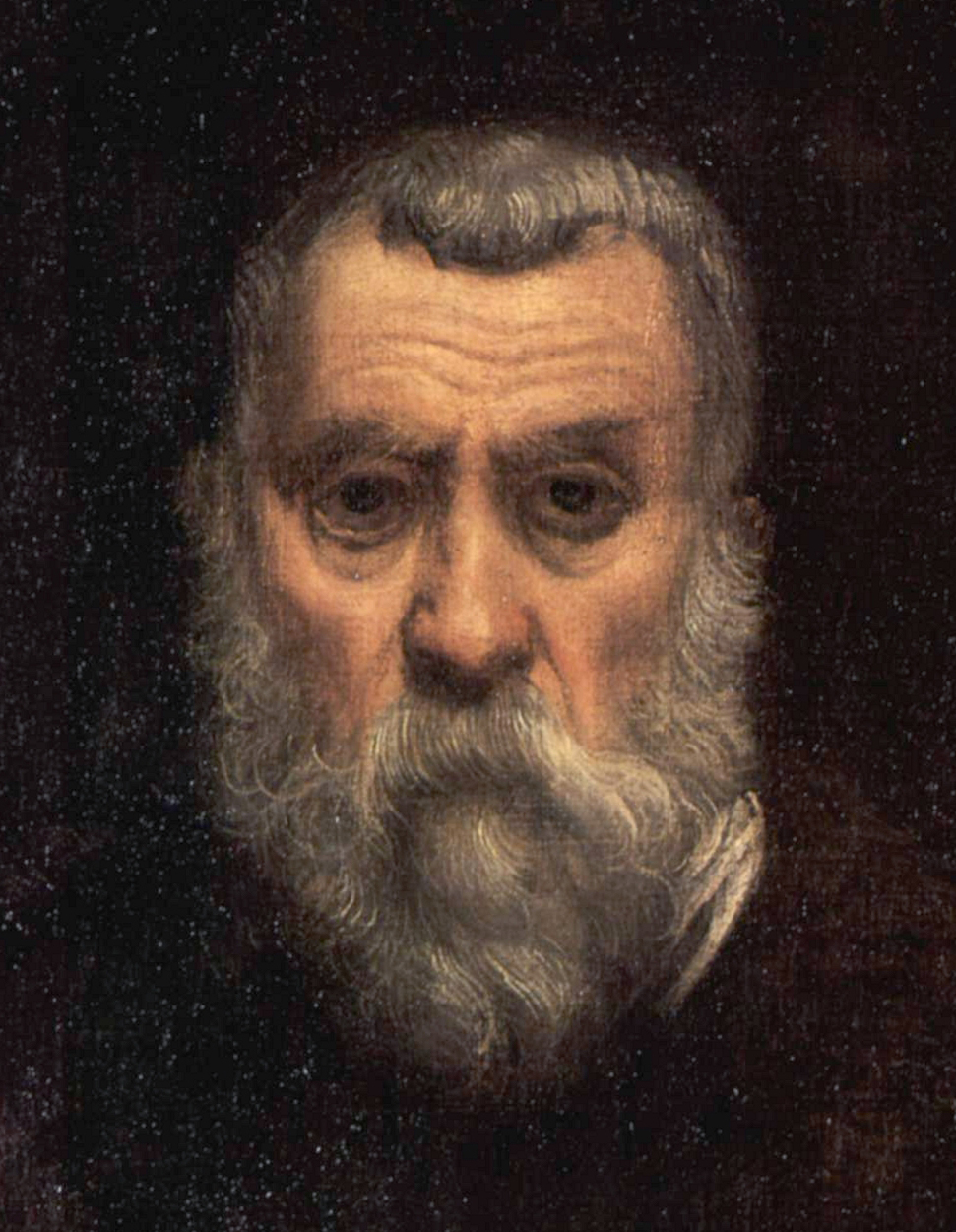
Tintoretto
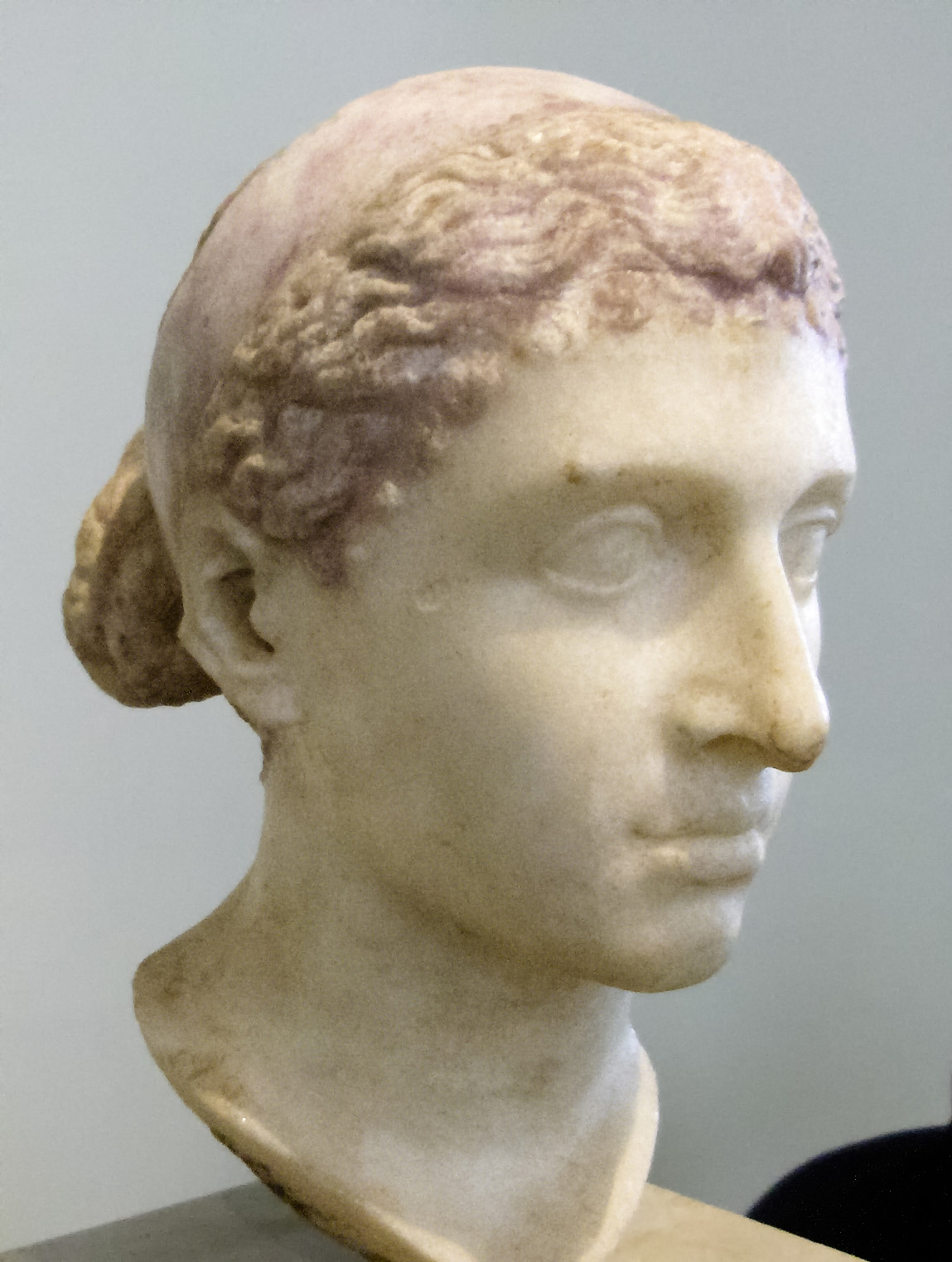
Cleópatra
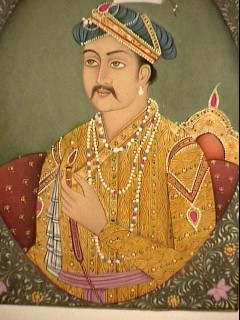
Akbar
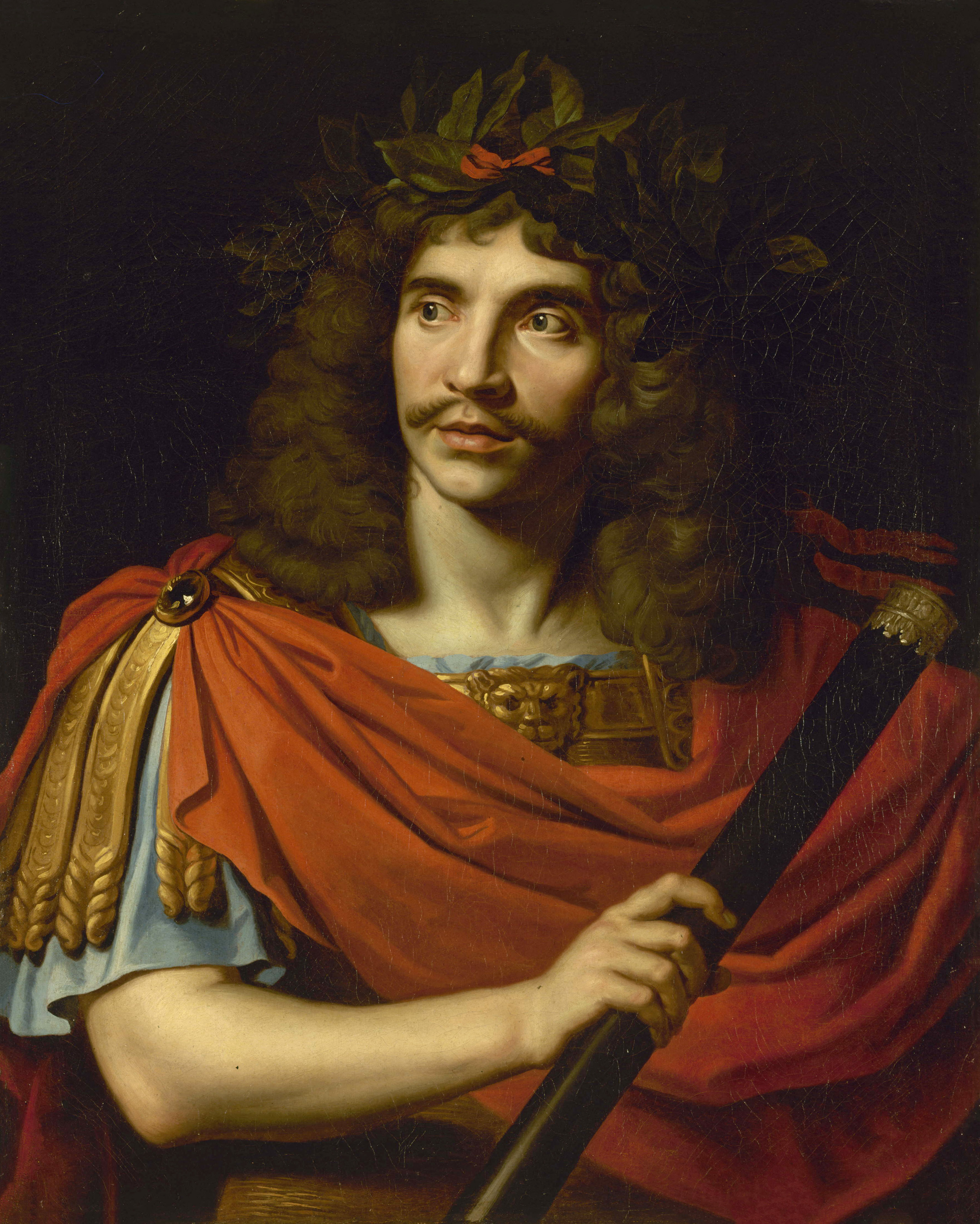
Molière
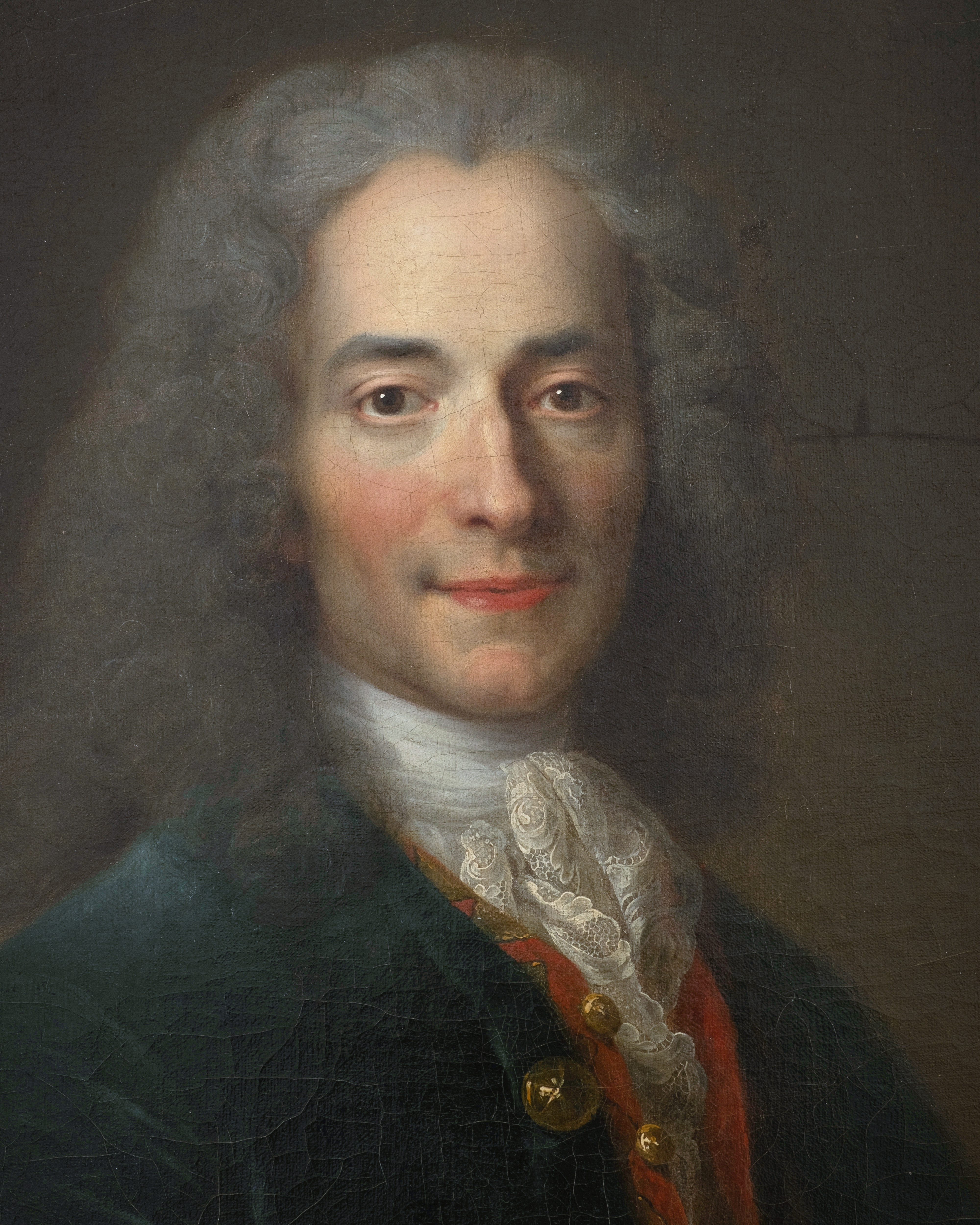
Voltaire
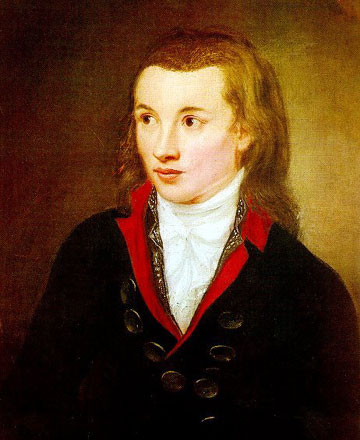
Novalis
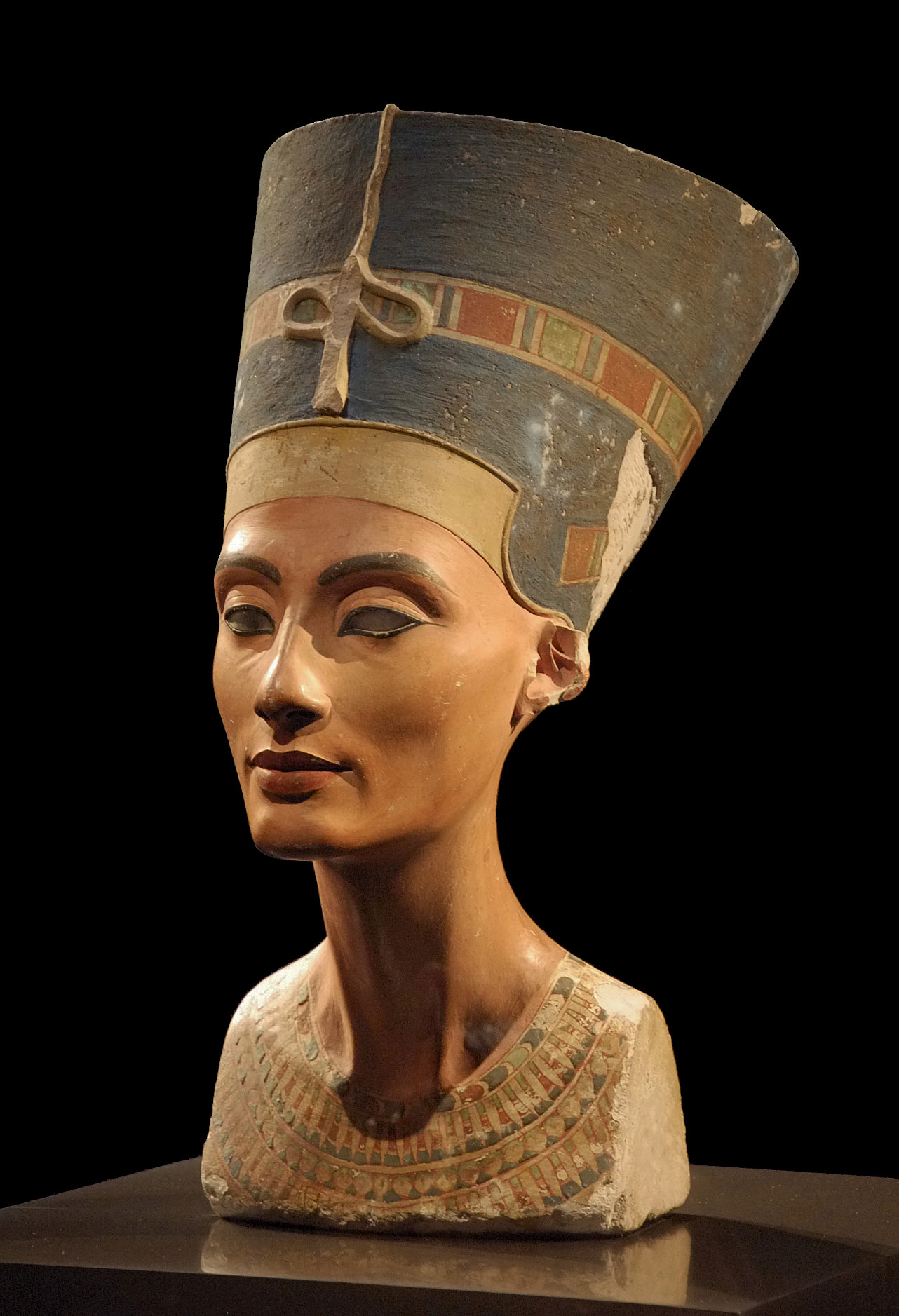
Nefertiti
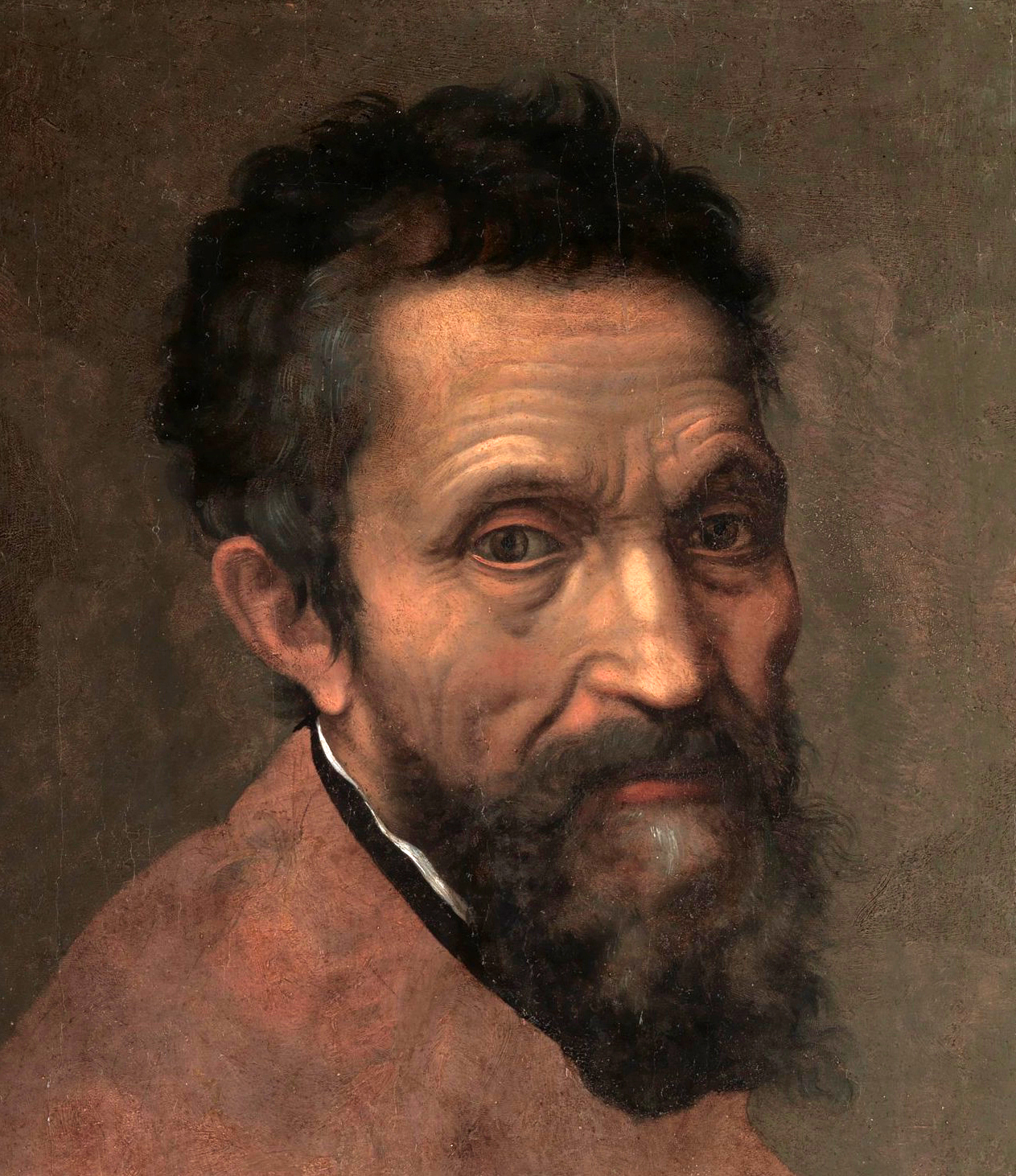
Michelangelo
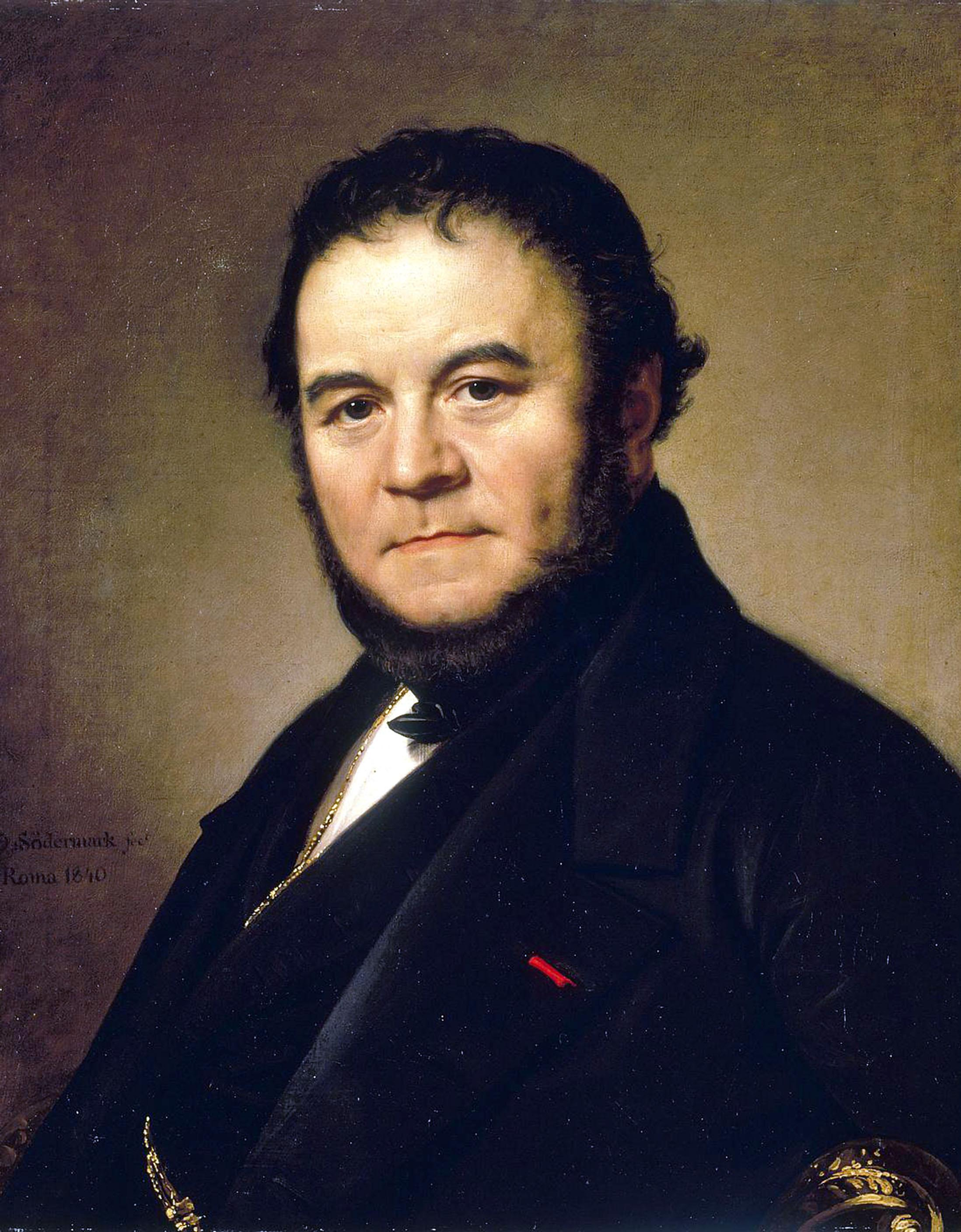
Stendhal
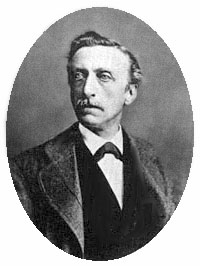
Multatuli
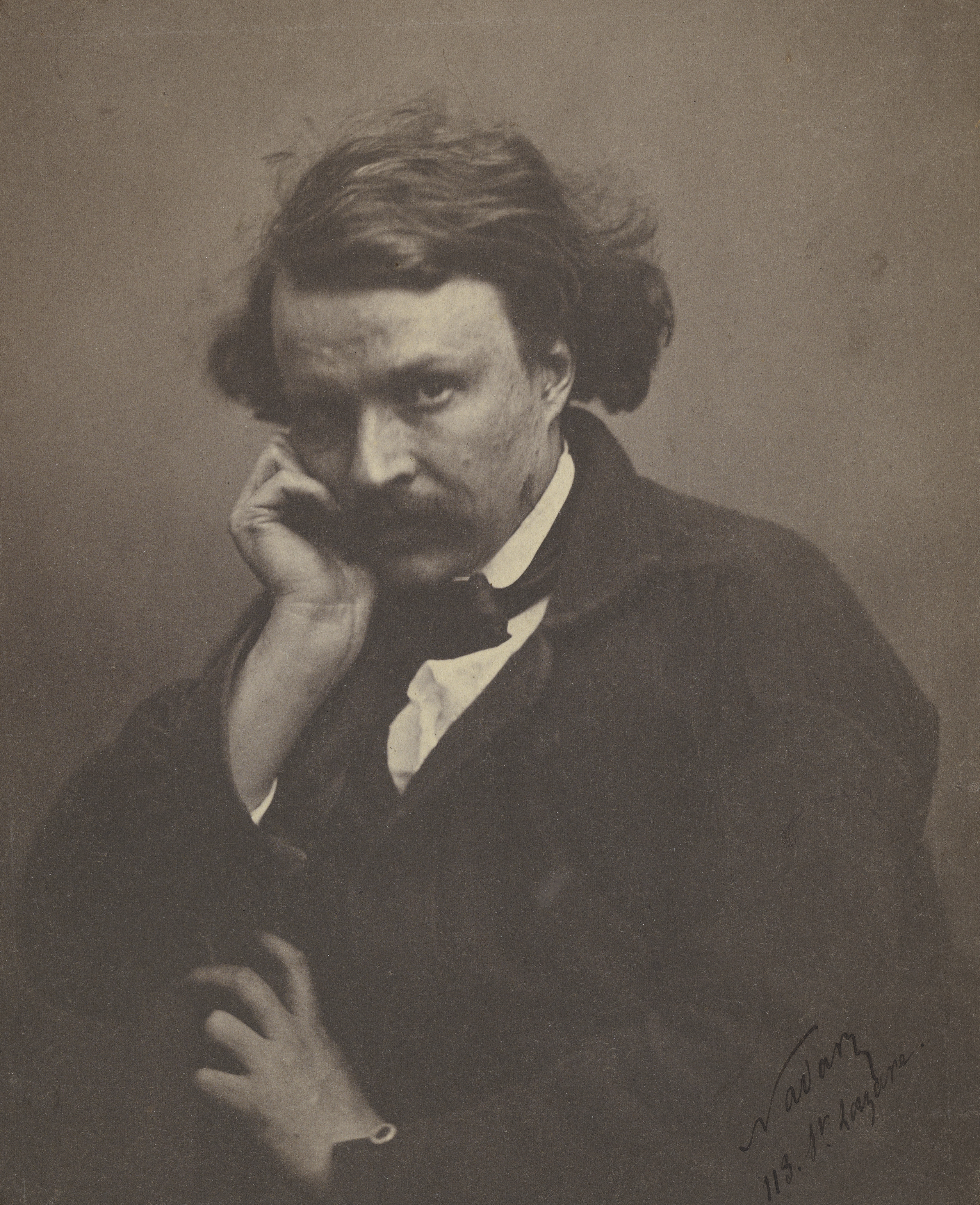
Nadar
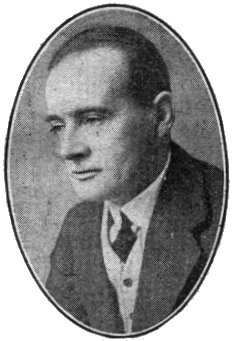
Saki
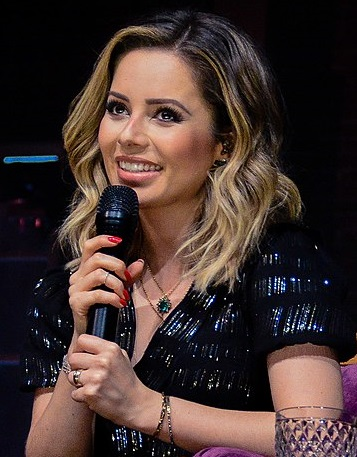
Sandy
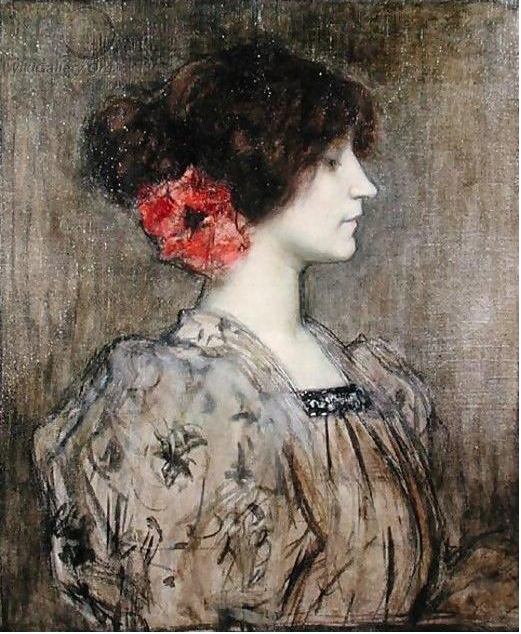
Colette
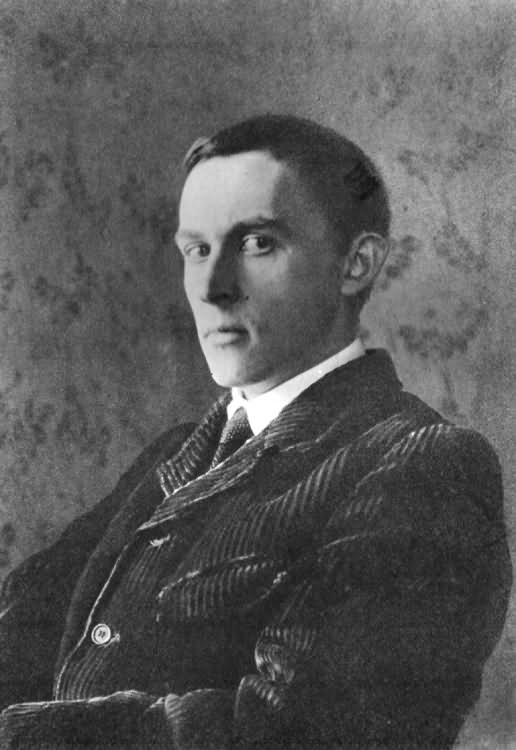
Witkacy
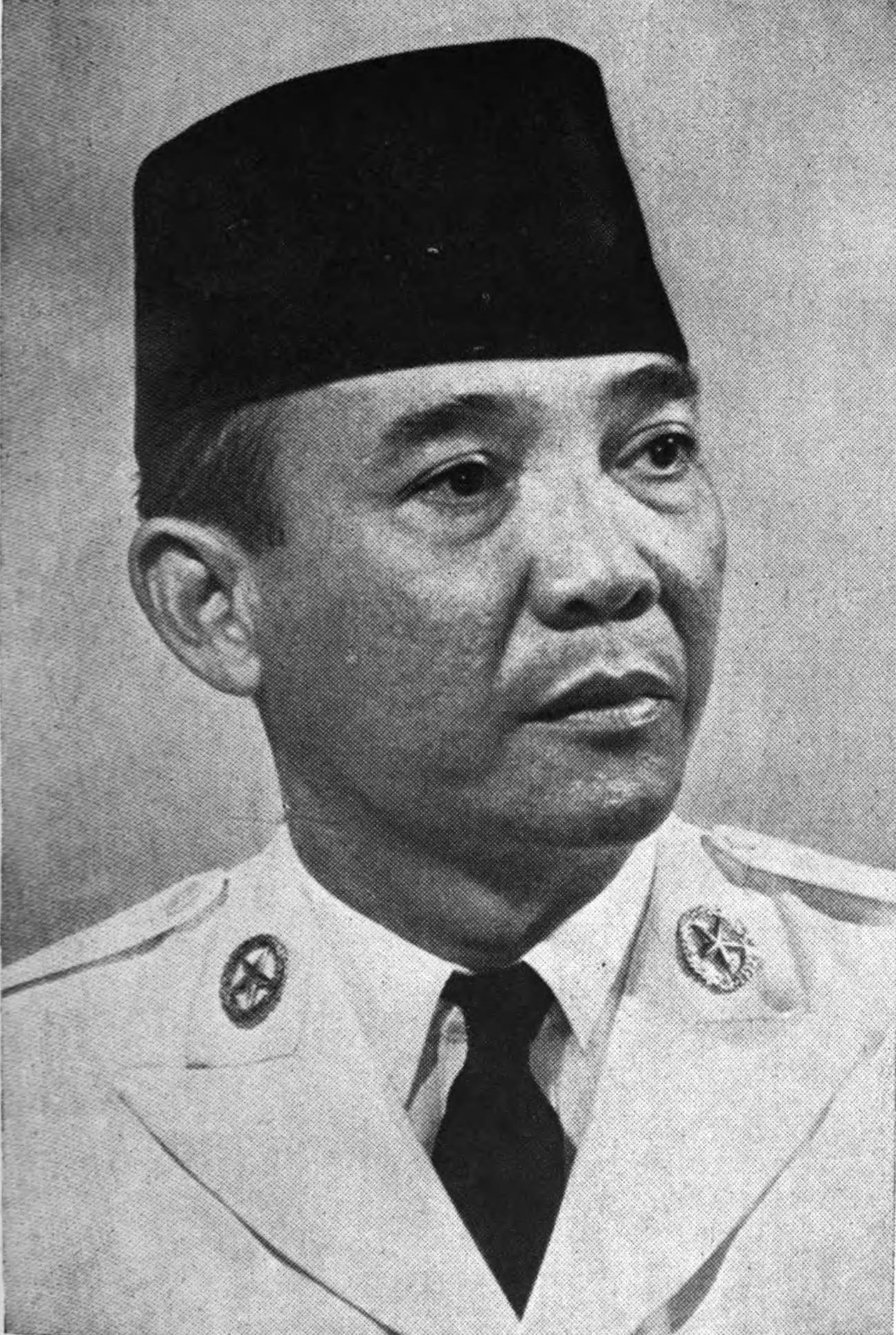
Sukarno
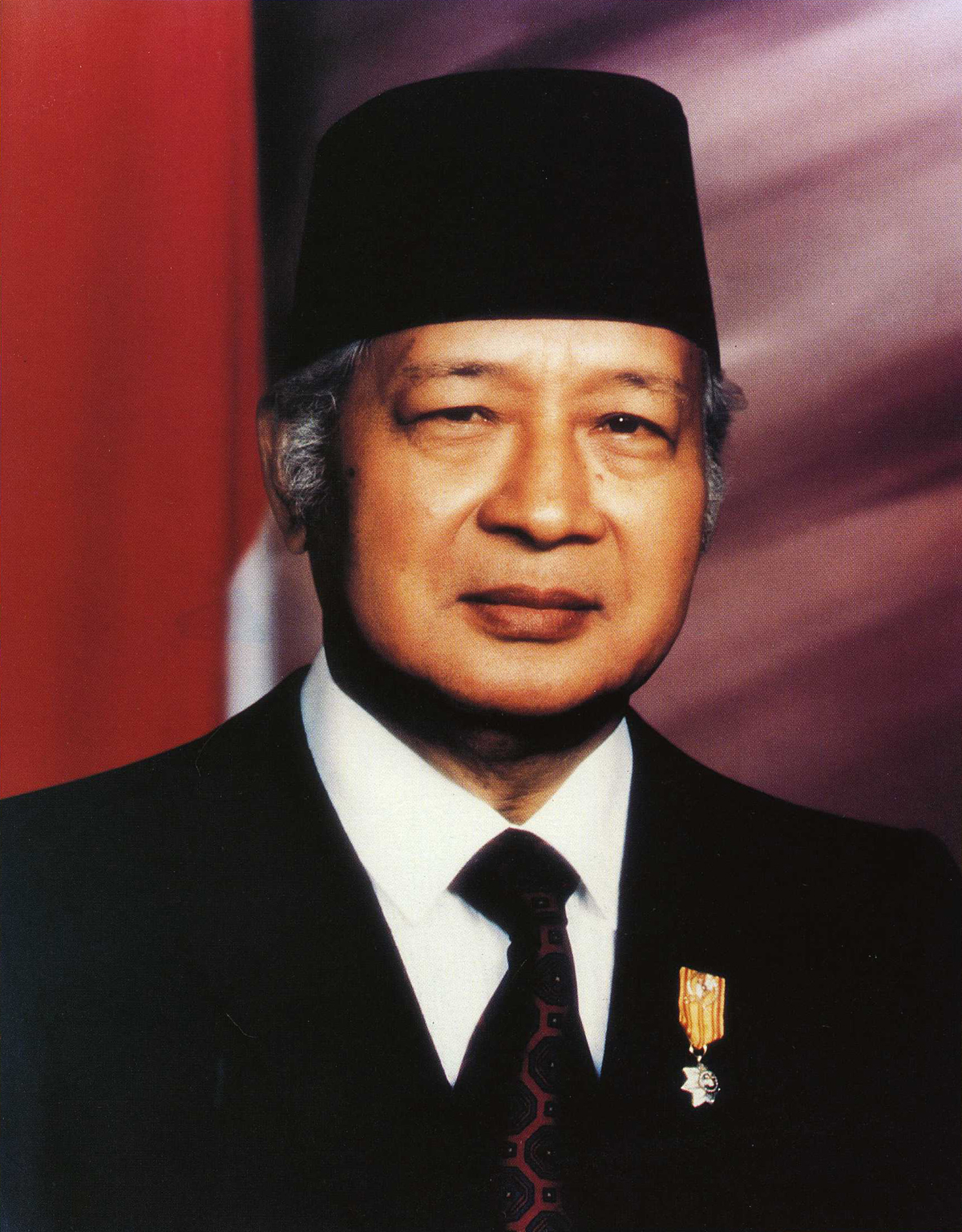
Suharto
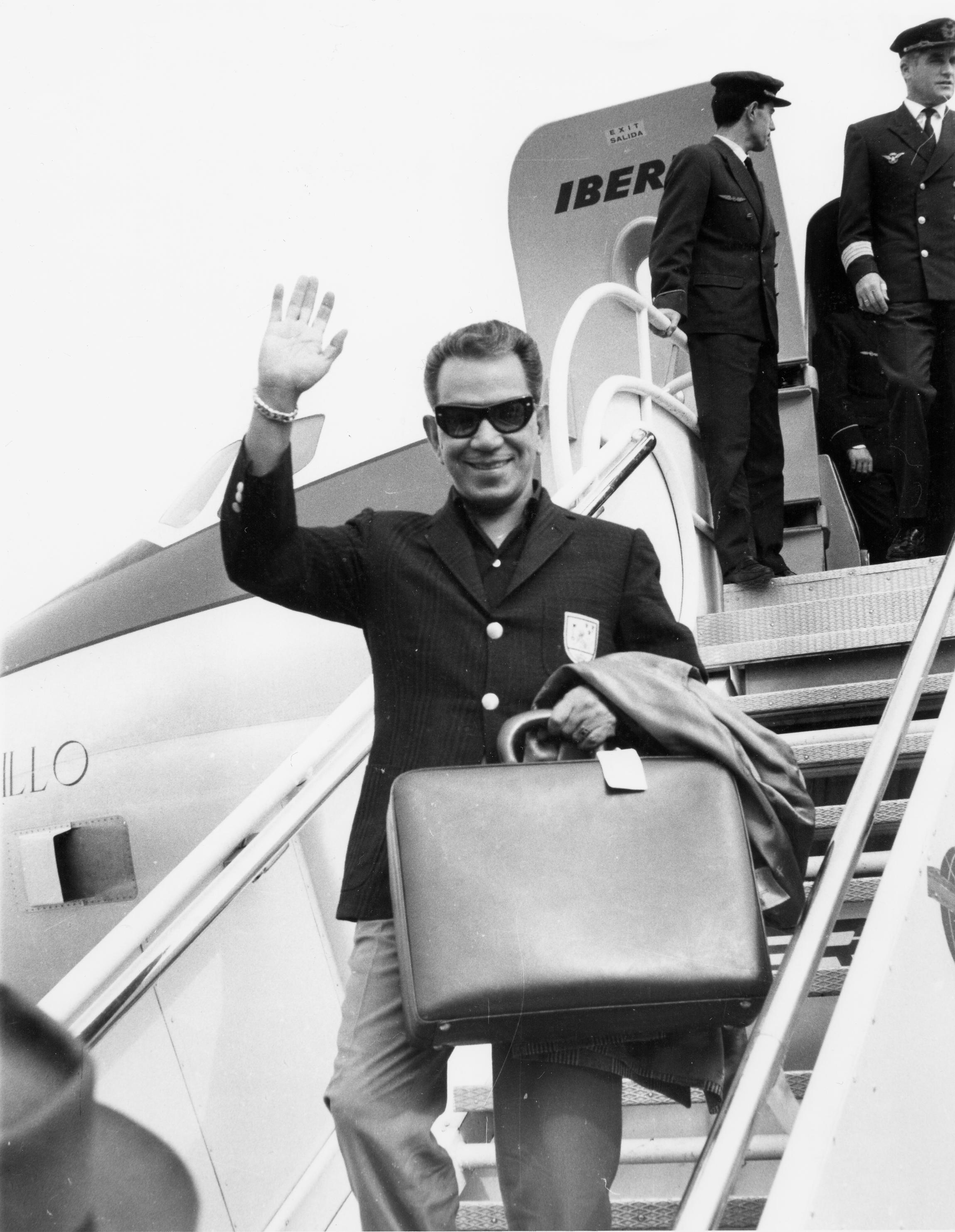
Cantinflas
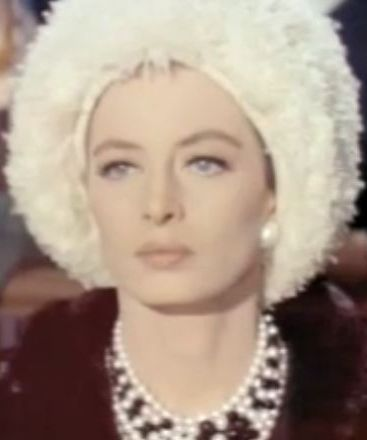
Capucine
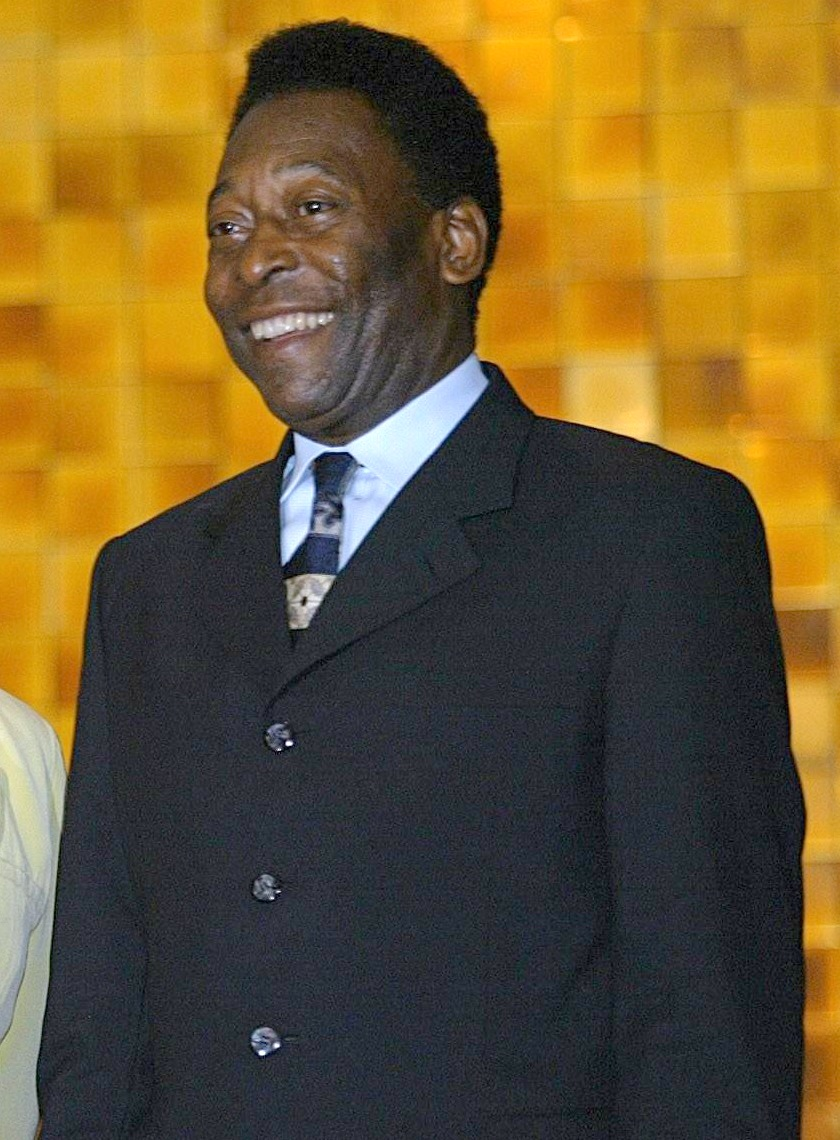
Pelé
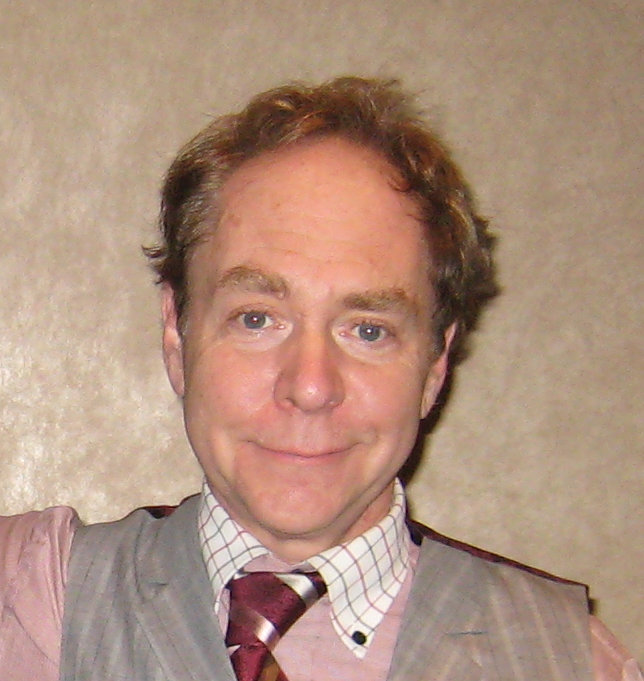
Teller
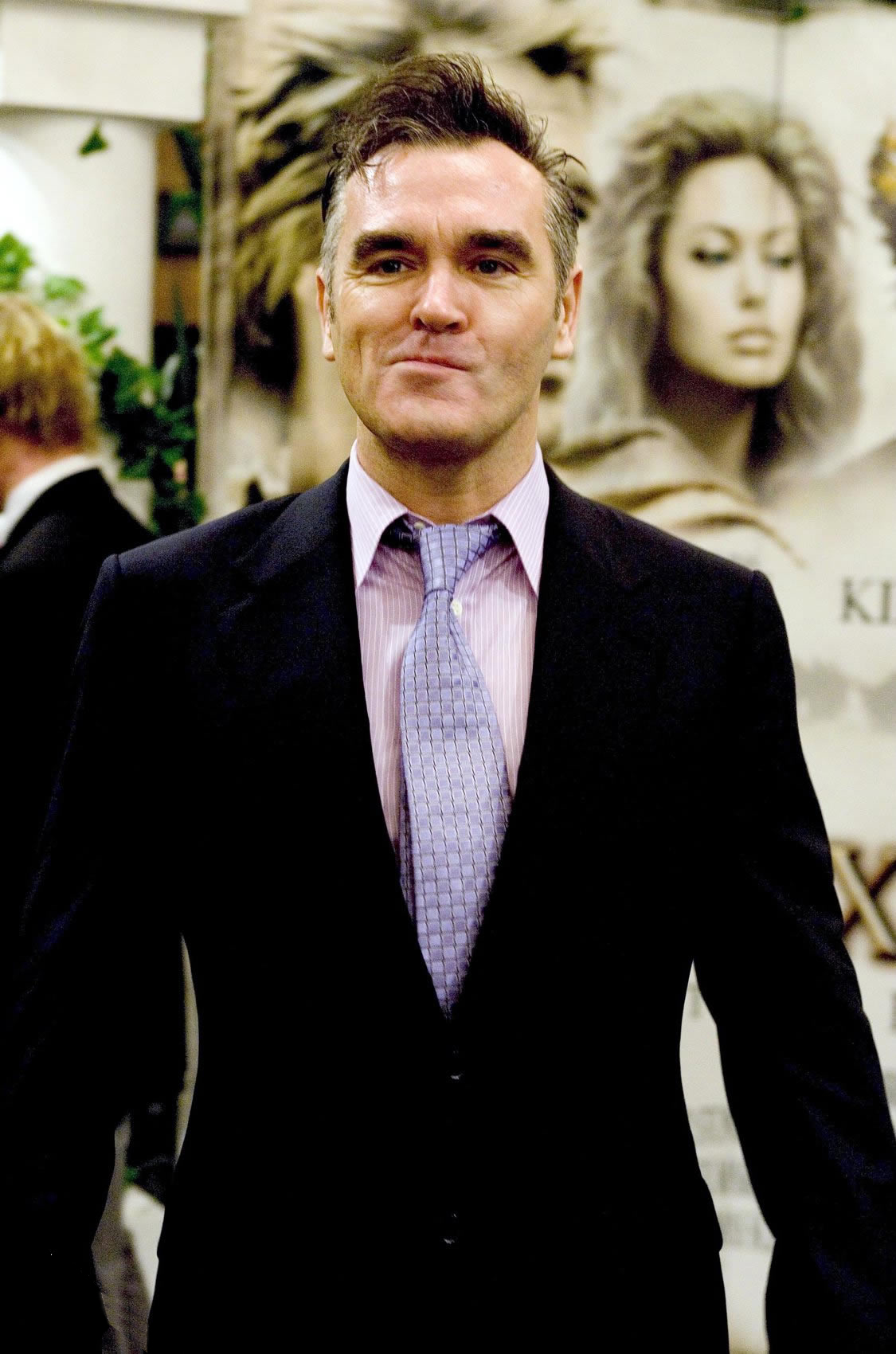
Morrissey
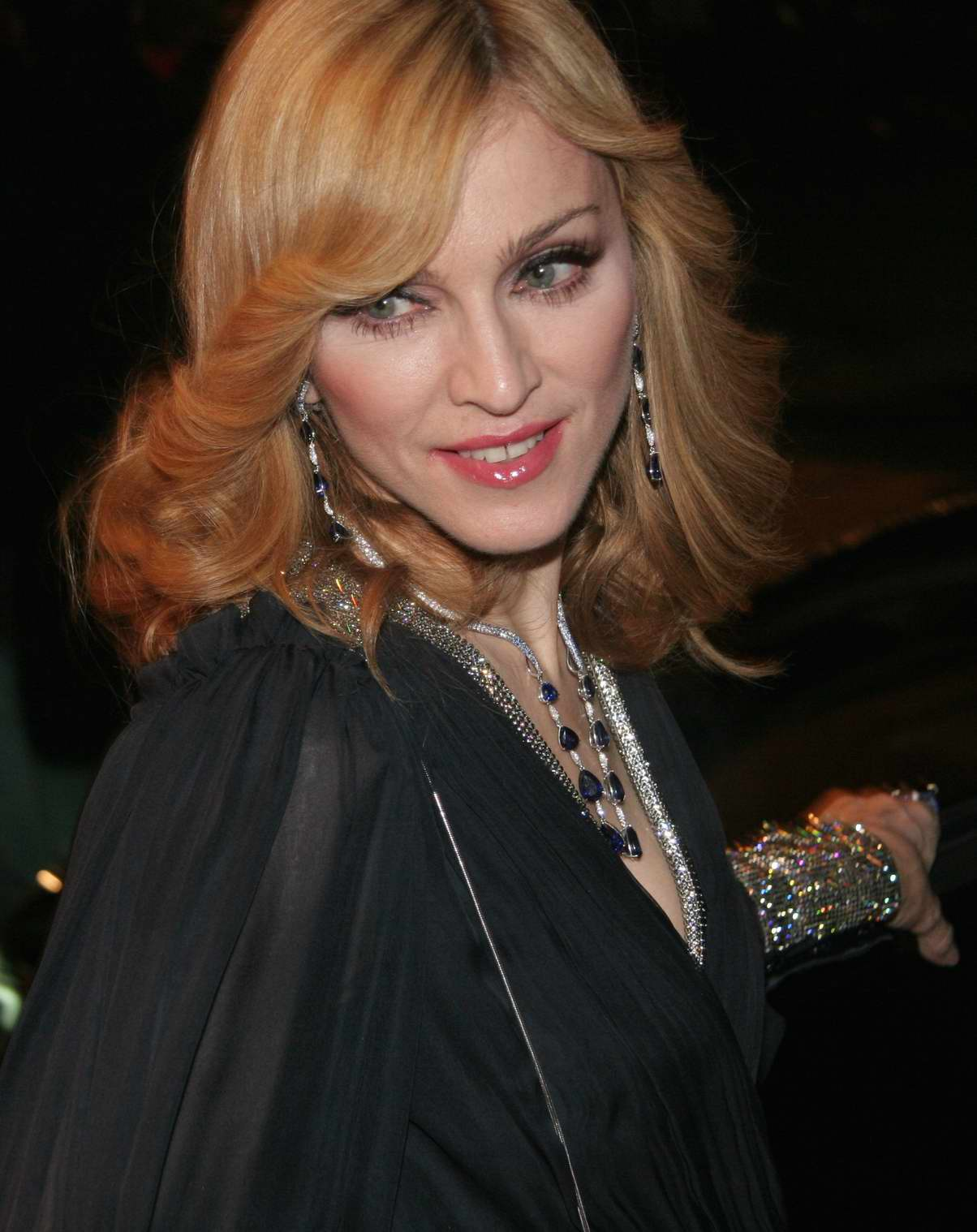
Madonna
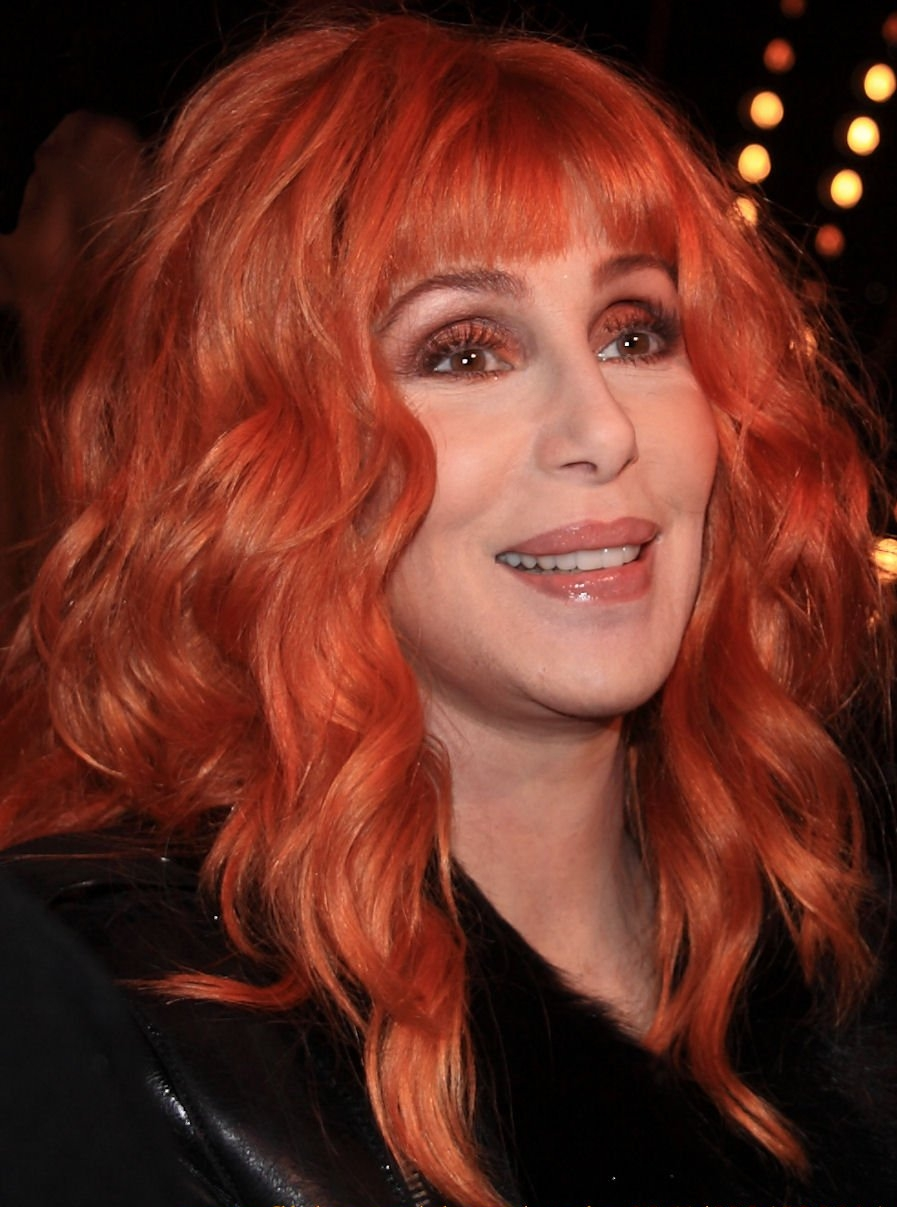
Cher
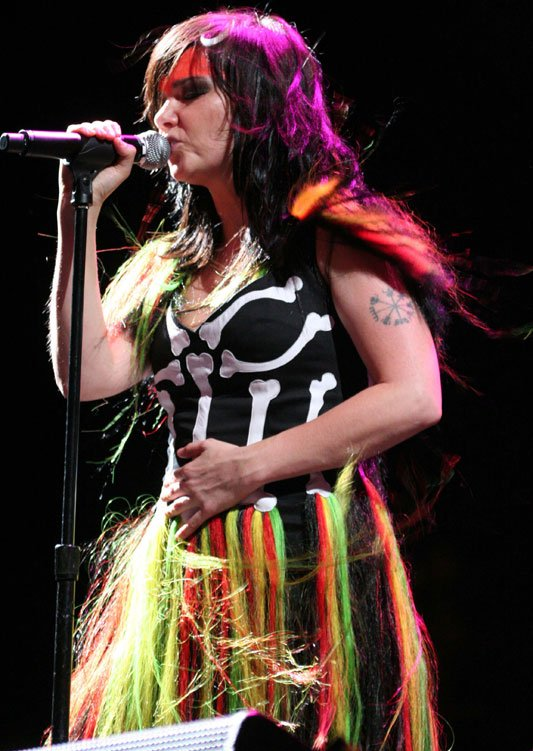
Björk
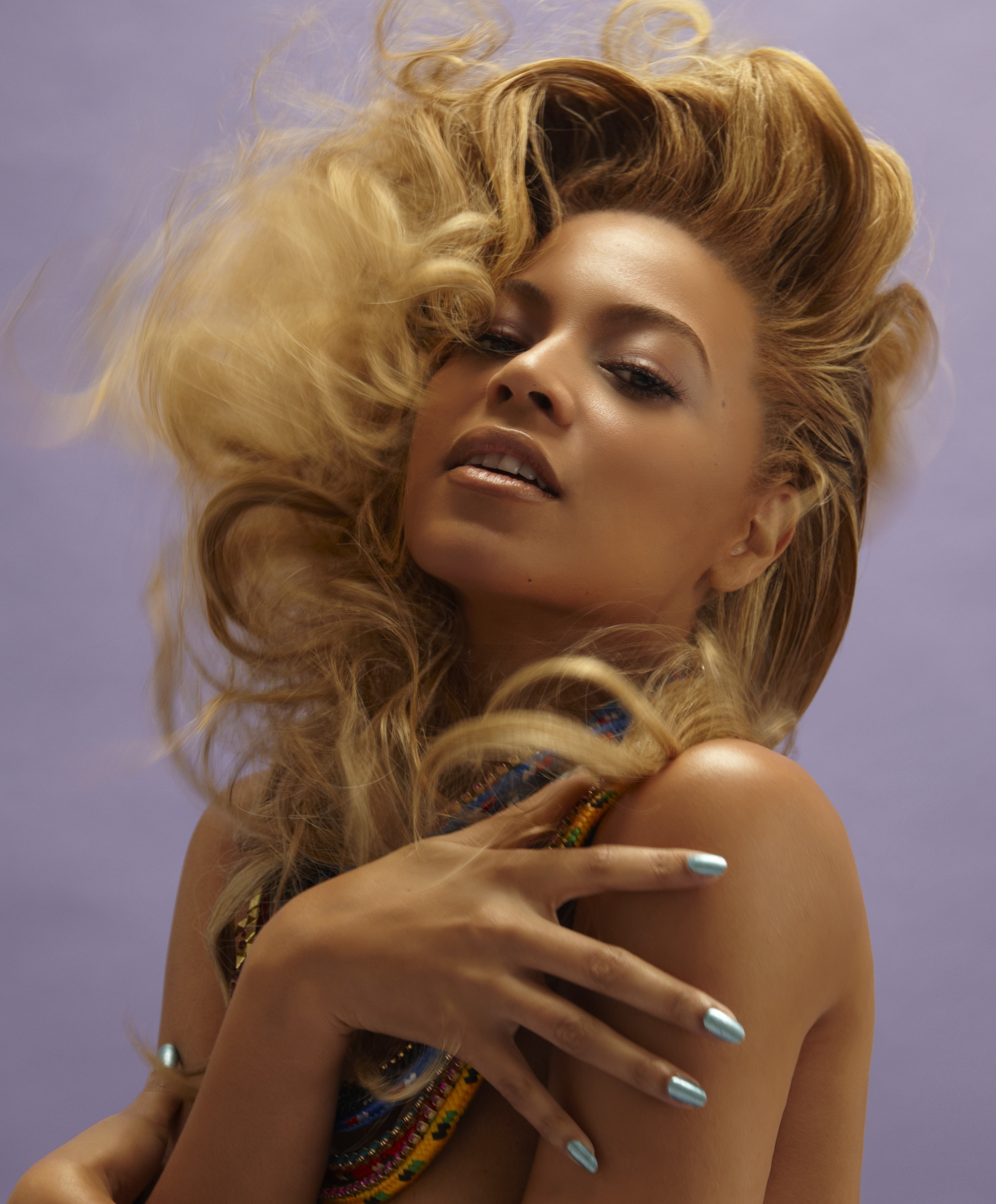
Beyoncé
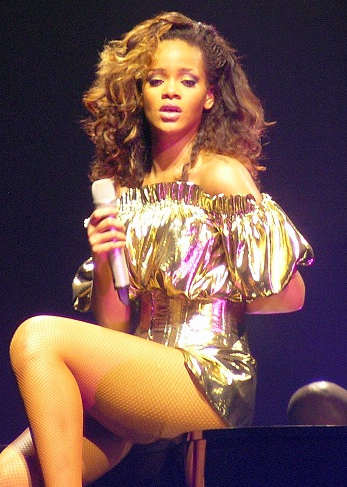
Rihanna
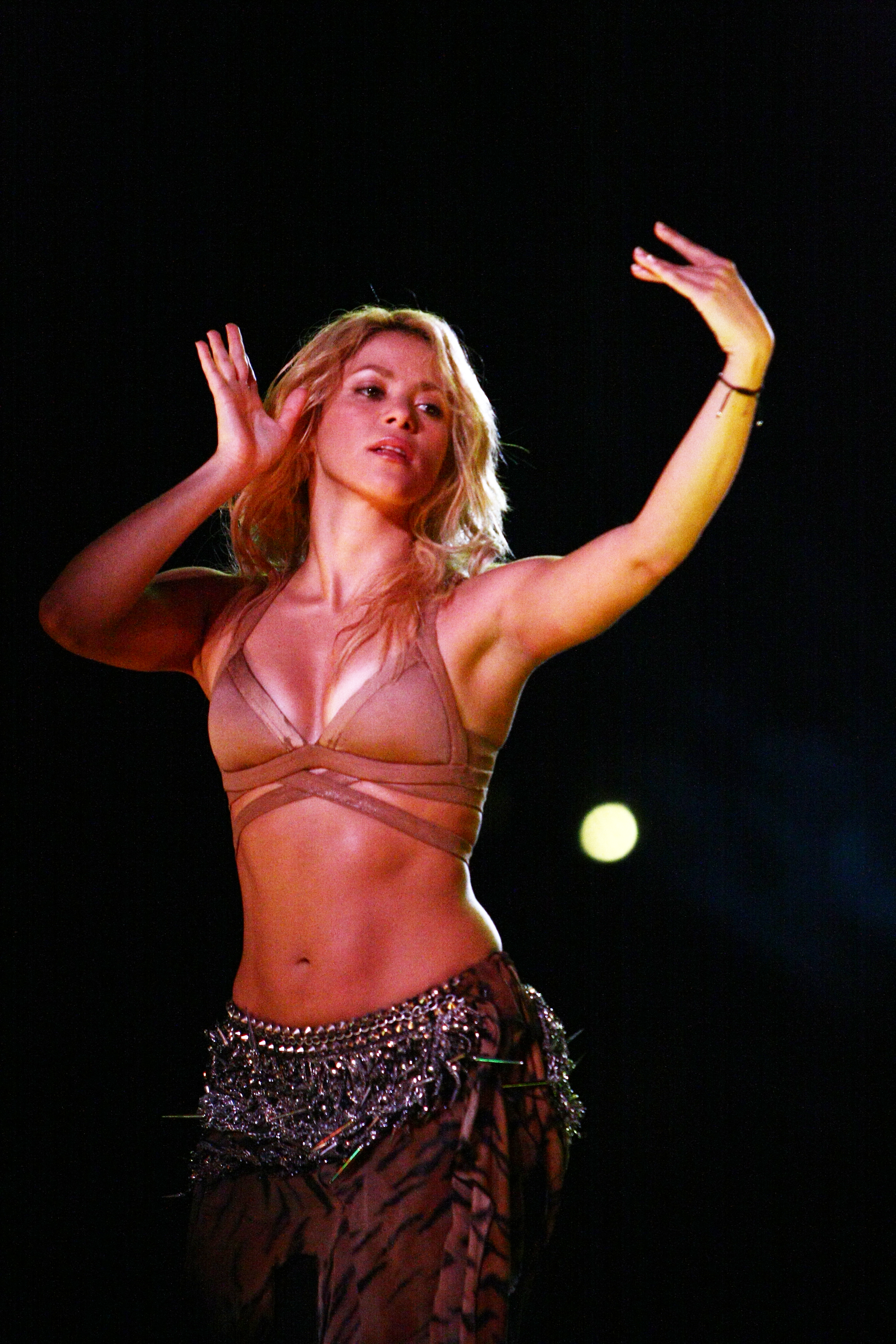
Shakira
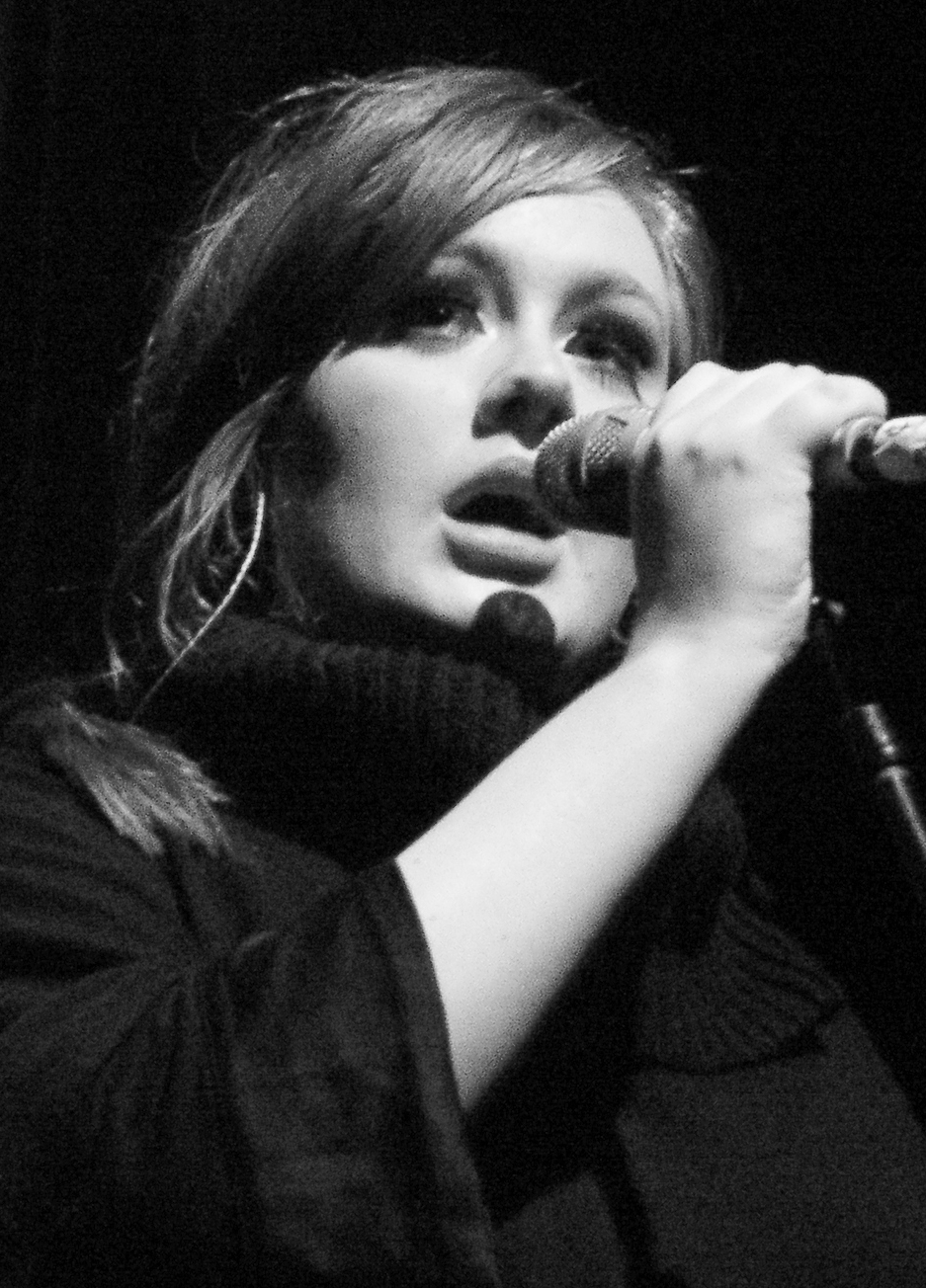
Adele
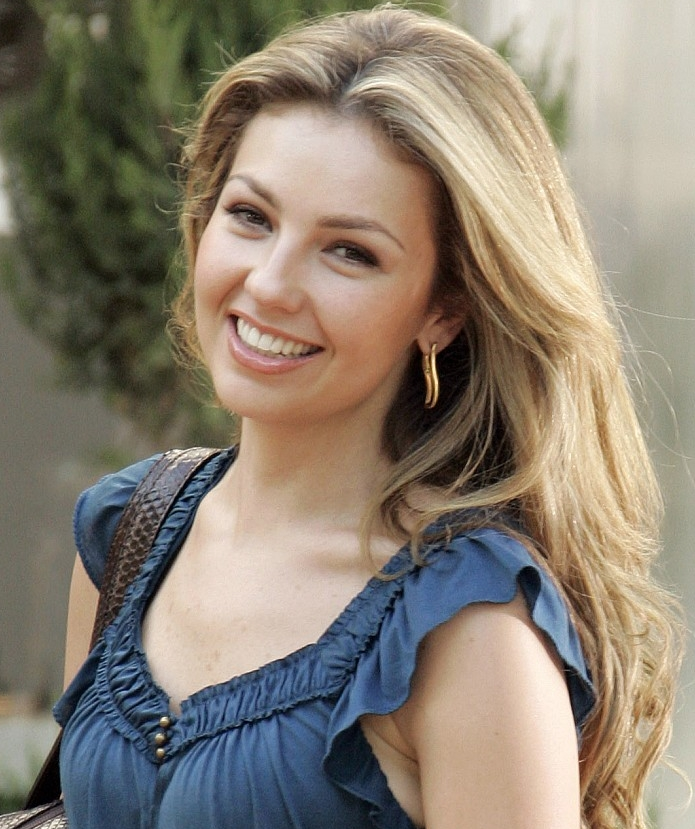
Thalía
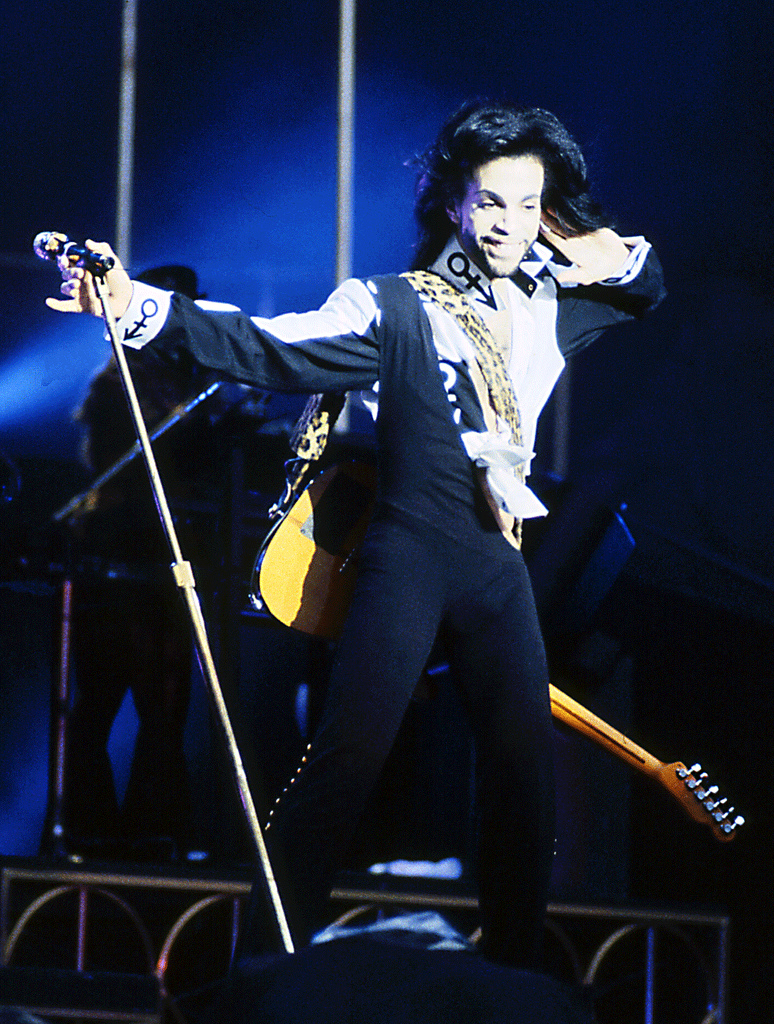
Prince
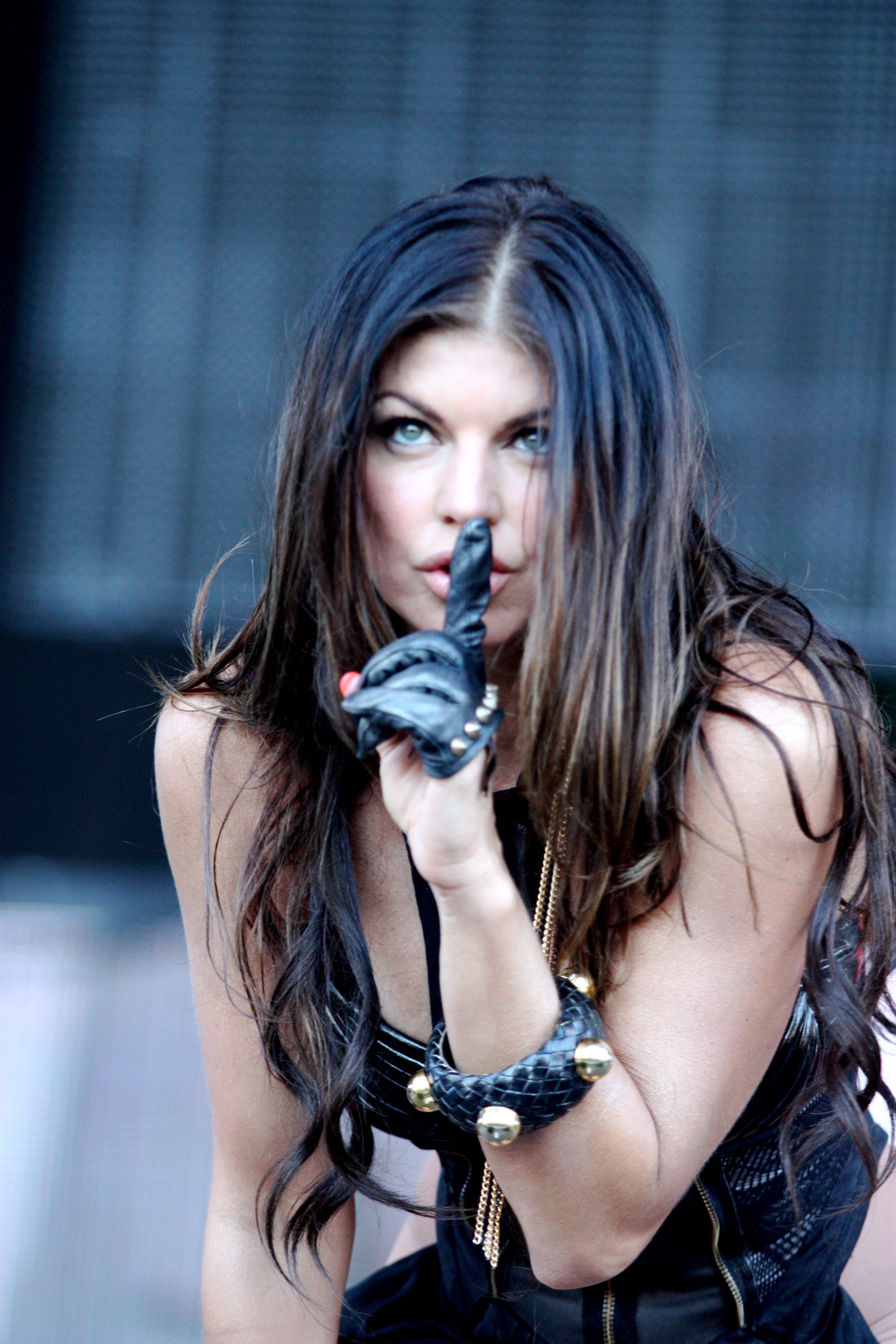
Fergie
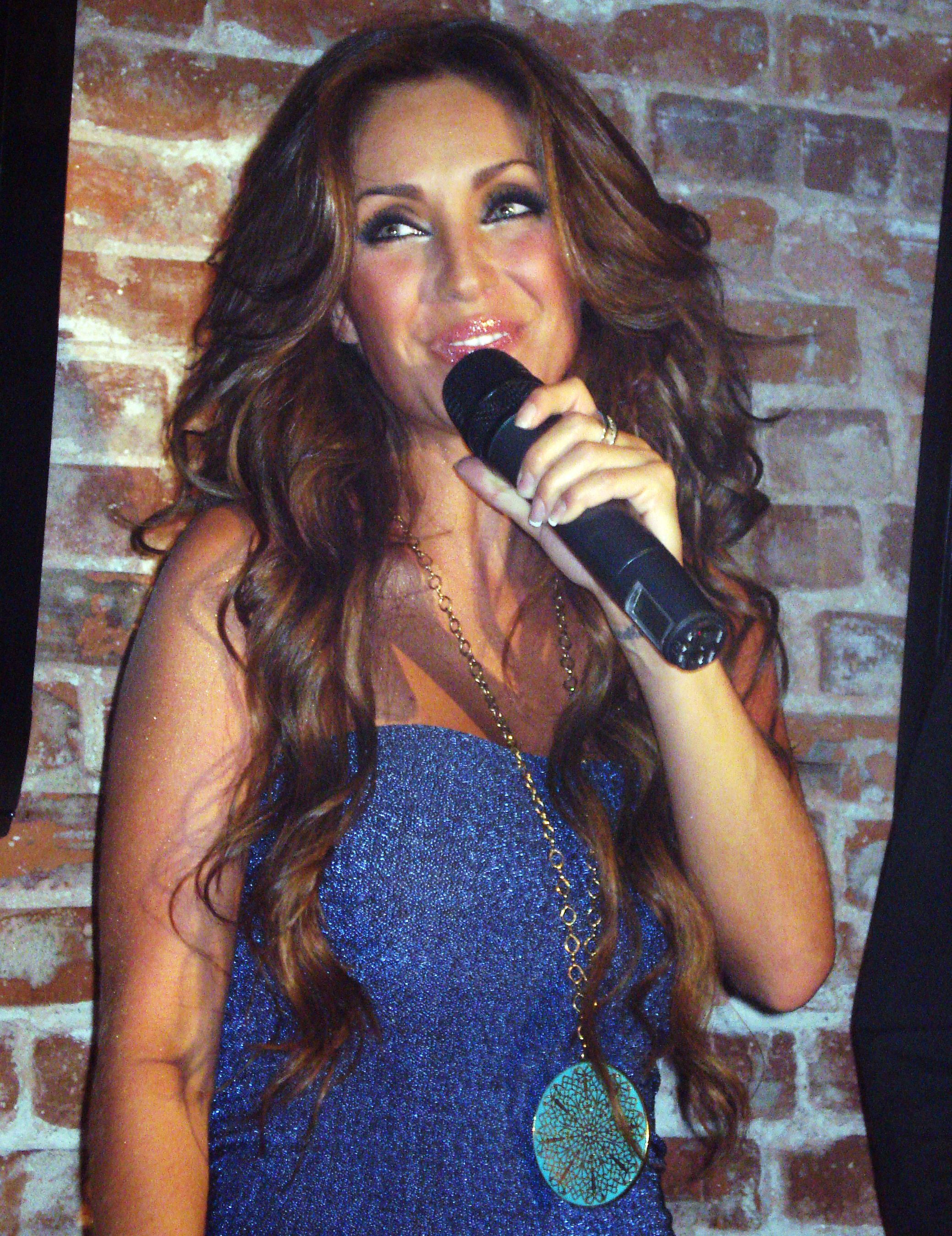
Anahí
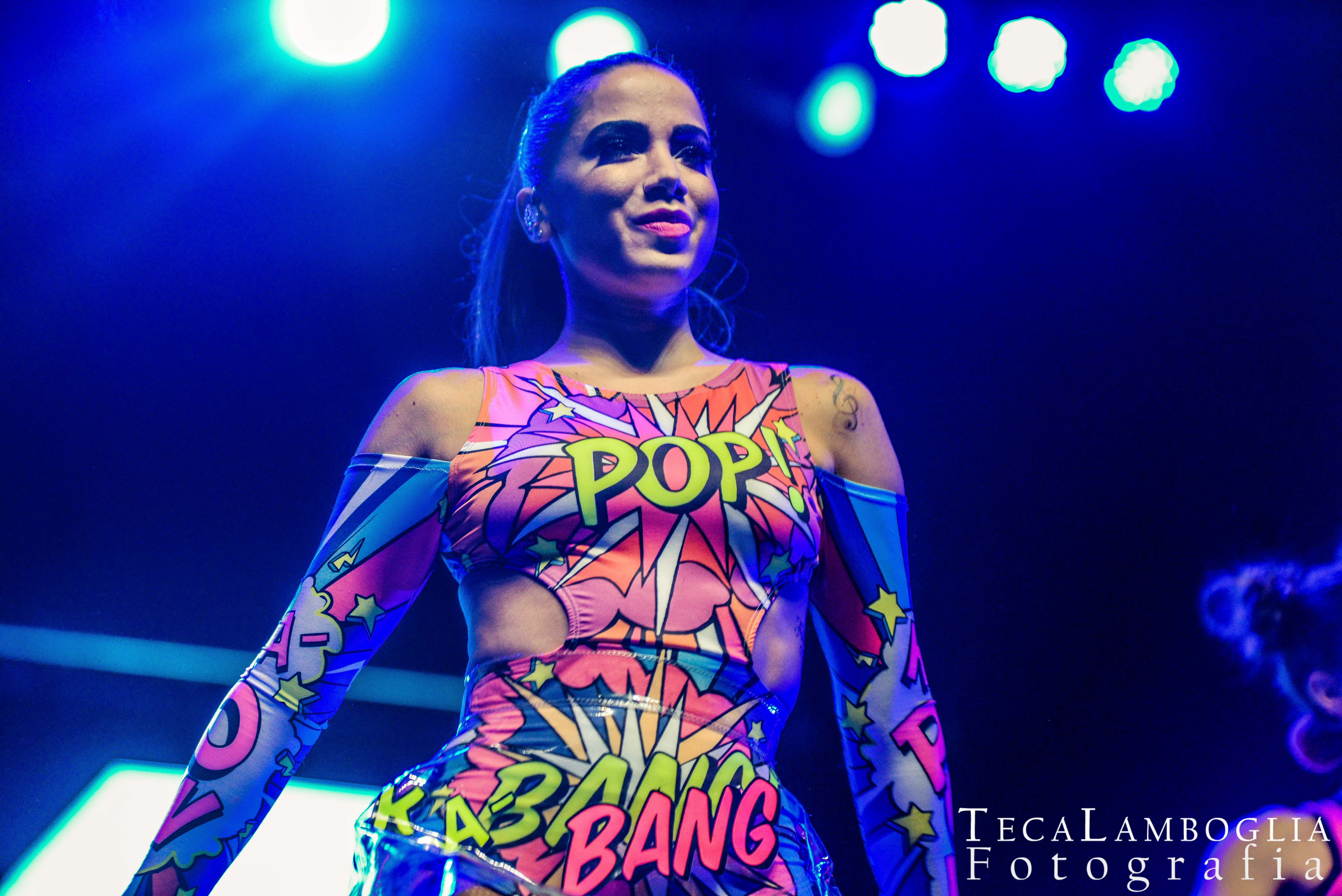
Anitta
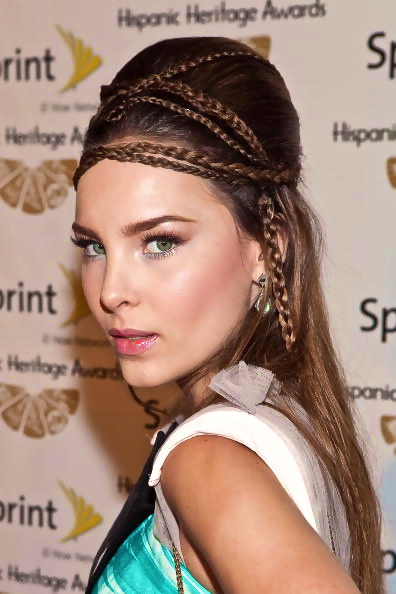
Belinda
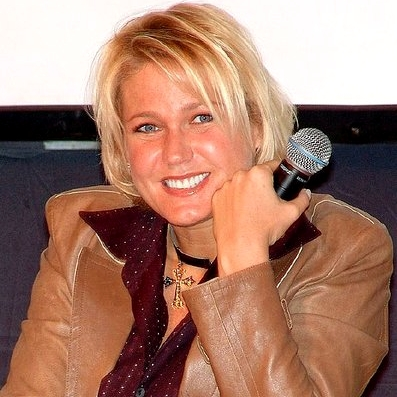
Xuxa
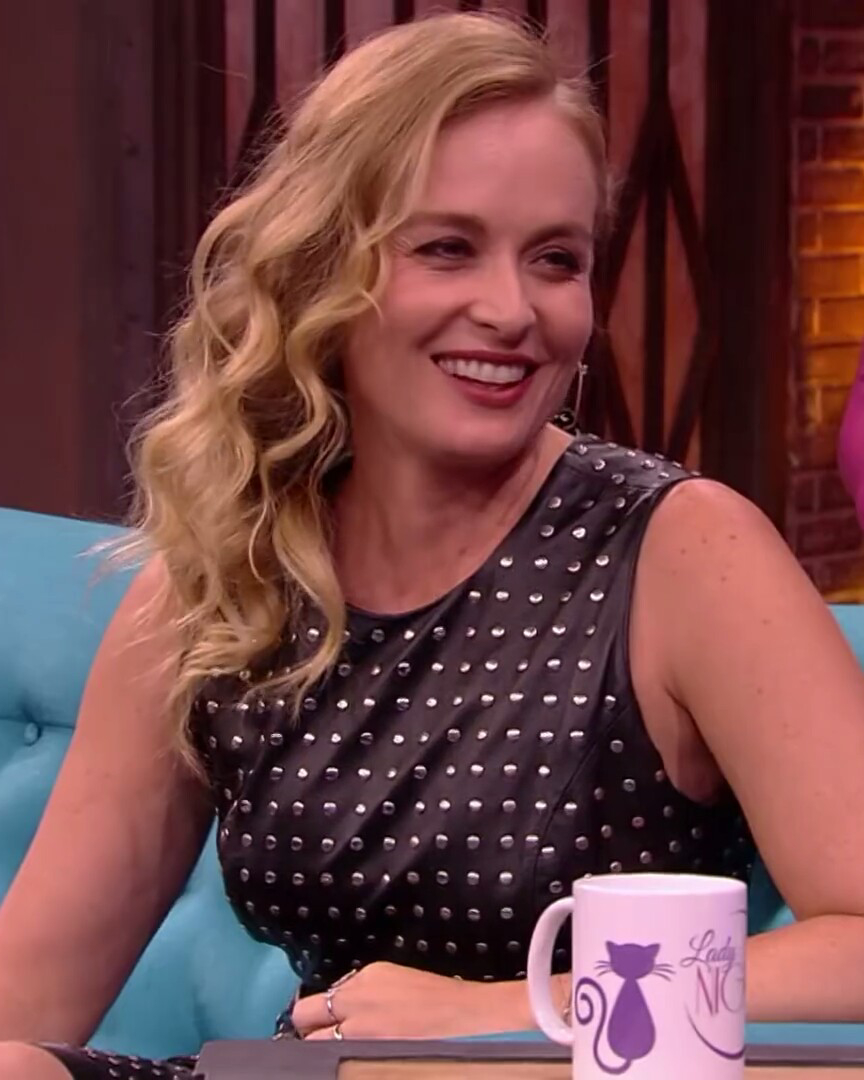
Angélica
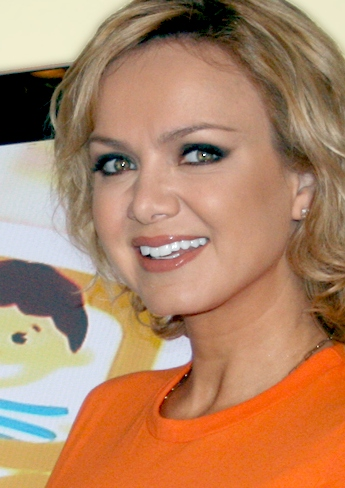
Eliana
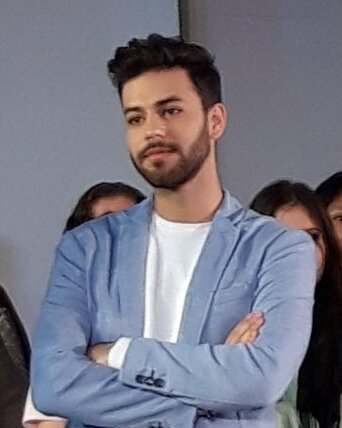
Agoney